# Raionul Varva, Cernihiv
Varva (în ucraineană Варвинський район, transliterat: Varvînskîi raion) este un raion în regiunea Cernigău, Ucraina. Reședința sa este așezarea de tip urban Varva.

## Demografie
Componența lingvistică a raionului Varva
     Ucraineană (96,98%)
     Rusă (2,71%)
     Alte limbi (0,24%)
Conform recensământului din 2001, majoritatea populației raionului Varva era vorbitoare de ucraineană (96,98%), existând în minoritate și vorbitori de rusă (2,71%).